# Dendrobium usitae
Dendrobium usitae är en orkidéart som beskrevs av Tomohisa Yukawa. Dendrobium usitae ingår i släktet Dendrobium, och familjen orkidéer.
Artens utbredningsområde är Filippinerna. Inga underarter finns listade i Catalogue of Life.